# Mastaba

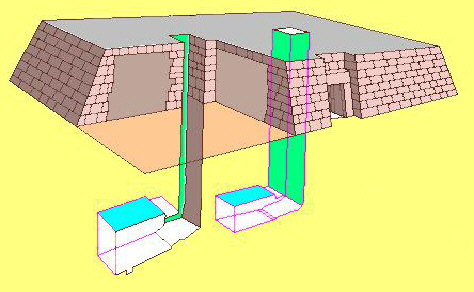
Struttura di una màstaba, con pozzo e camera funeraria ipogea

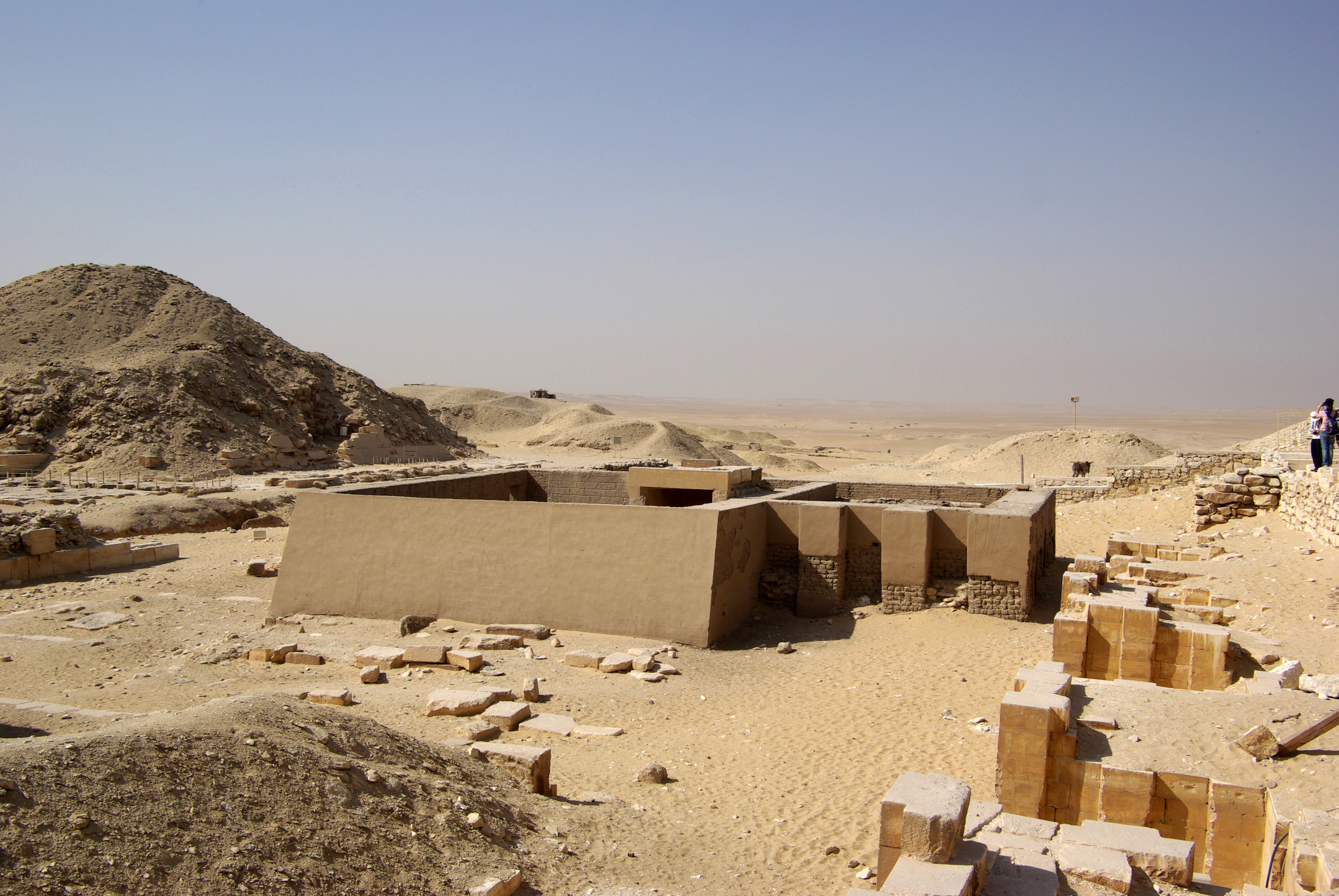
Màstaba della principessa Idut a Saqqara

La màstaba è un particolare tipo di tomba monumentale utilizzata durante le prime fasi della civiltà egizia. Il termine, che è stato ripreso in archeologia per riferirsi a questo tipo di costruzione funeraria, significa "panca" o "banchetto".
Normalmente situate in necropoli, se ne ha la massima concentrazione in quella di Saqqara (necropoli di Menfi) come probabili sepolture di funzionari di stato dei periodi della prima e seconda dinastia egizia.

## Evoluzione

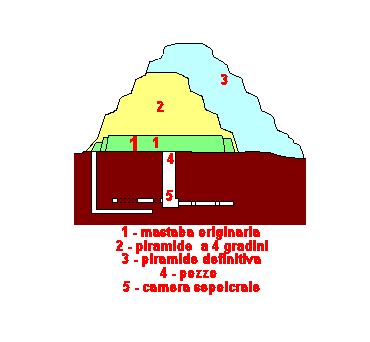
Da màstaba a piramide a gradoni: evoluzione della piramide di Djoser

Con l'unificazione territoriale avvenuta sotto la I dinastia, si rese necessaria la scelta di una nuova capitale che i re meridionali, venuti dall'Alto Egitto, decisero di creare alla confluenza del Nilo con l'estesa area del Delta. Alla fine della II dinastia tale città sarà nota come Ineb Hedj, ovvero "il Muro Bianco", che i Greci denomineranno Menfi. 
Necessitando, in assonanza con quanto praticato nella terra d’origine, di creare un’area da destinare a necropoli ai margini della città, venne scelta, come area della necropoli reale, Saqqara (a circa 30 km) ove, direttamente derivanti dal tumulo primordiale e dalle pietre sovrapposte a protezione delle sepolture più antiche, furono ideate strutture più squadrate e architettonicamente più definite, complesse e monumentali: le màstabe . Queste, di forma tronco-piramidale, al pari dei tumuli di pietre, di fatto proteggevano sepolture sotterranee ed erano, in origine, prive di locali interni.
Esternamente le màstabe erano caratterizzate da un'altezza media di circa 6 m, con pareti a "rientranze e sporgenze" in mattoni cotti al sole che ricordavano la cosiddetta facciata di palazzo, rivestite di latte di calce, a imitazione di stuoie e tende policrome in tessuto.
Nel ventennio 1936-1956, sotto la guida dell'egittologo britannico Walter Bryan Emery  vennero scavate numerose màstabe di Saqqara riscontrando che, alcune di esse, presentavano riferimenti a re della I e II dinastia di cui erano già note le tombe ad Abido: questo fece supporre che le mastabe di Saqqara, località legata territorialmente alla nuova capitale, fossero in realtà cenotafi delle sepolture autentiche di Abido o viceversa considerando, peraltro, che tale seconda località era intimamente connessa al culto del dio dei morti Osiride.
L'usanza di elevare un tumulo in pietre sulle sepolture, in origine scavate nel terreno, derivava dal desiderio di proteggere i corpi dagli animali predatori; con l'evoluzione delle civiltà egizia, e segnatamente per le sepolture di maggiorenti, personaggi di rango della corte e degli stessi re, si giunse all'ampliamento dell'originale, spesso informe, tumulo strutturandolo architettonicamente in forma tronco piramidale, anche a voler simboleggiare il monticello, personificato in Tatenen, emerso dall'oceano primordiale, il Nun. La forma squadrata delle strutture rinvenute archeologicamente fece loro assegnare il moderno nome di màstaba per assimilazione con le panche che normalmente si trovano dinanzi abitazioni locali.
Il complesso "màstaba" è essenzialmente costituito da tre parti:
- una massiccia sovrastruttura, generalmente in mattoni di fango, a volte ricoperta da lastre di pietra calcarea. Ha la forma di un lingotto appoggiato sulla superficie di campagna a protezione delle strutture sotterranee. La forma tronco piramidale deriverebbe dalla constatazione pratica di quanto precedentemente avveniva con le pareti rivestite in pali di legno ricoperti di fango: dato il peso del fango stesso, questo scivolava verso il basso creando uno strato più spesso rispetto al livello più alto dando perciò la sensazione si trattasse di una parete inclinata[2]. Originariamente tale sovrastruttura non presenta ambienti interni ed è perciò costituita esclusivamente da mattoni sovrapposti;
- una parte sotterranea scavata nel terreno, con un pozzo di accesso verticale, costituita dalla camera funeraria che ospitava il defunto. In superficie il pozzo si estendeva, all'interno della sovrastruttura, fino alla sommità;
- una cappella di culto con una falsa porta e una tavola per offerte funebri. Sita originariamente sul lato esterno della sovrastruttura tale cappella venne successivamente spostata all'interno con le sepolture della II dinastia.

Sia la sovrastruttura, sia l'appartamento sotterraneo, come pure la cappella di culto, divennero più complesse durante la V e la VI dinastia con l'aggiunta di stanze interne alla sovrastruttura, con grandi superfici decorate, che giunsero a occupare l'intera area della tomba; analogamente più complessi divennero gli appartamenti sotterranei e le cappelle.
Usata da sovrani delle dinastie thinite questo tipo di struttura resterà poi caratteristica dei funzionari di Corte tra cui visìr, scribi, nobili anche nelle dinastie successive.

## Le piramidi a gradoni: Djoser
L'evoluzione della màstaba portò alla nascita della cosiddetta piramide perfetta che avrà il suo culmine con la IV dinastia e i complessi funerari più famosi di Khufu (Cheope), Khafra (Chefren) e Menkhaura (Micerino). Primo complesso piramidale, diretta evoluzione della màstaba, fu la piramide a gradoni progettata dall'architetto Imhotep e voluta dal re Djoser, nota appunto come piramide di Djoser. Il complesso, che prevede ampie aree e spazi, nacque effettivamente come màstaba, con un pozzo verticale e un appartamento sotterraneo; su questa màstaba originale vennero innestate altre tre màstabe sovrapposte alla prima, con lato a mano a mano decrescente, così da creare una serie di quattro gradoni. Successivamente, si decise architettonicamente di aumentare ancor più l'altezza della sovrastruttura con due ulteriori mastabe, ma per ottenere tale risultato, si spostò l'asse centrale della struttura talché il pozzo verticale e l'appartamento funerario, molto articolato e complesso, risultarono non più al centro della sovrastruttura.

### Altre piramidi a gradoni
Oltre a quello di Djoser, sono noti a oggi solo altri tre grandi complessi, attribuibili alla III dinastia, comprendenti una piramide a gradoni come evoluzione di una màstaba: a Saqqara, la piramide di Sekhemkhet; a Zawyet el-Aryan, attribuibile forse al re Khaba; a Meidum, attribuibile a Huni, ma successivamente usurpata da Snefru che la trasformò in una piramide perfetta.

## Caratteristiche delle màstabe reali
La màstaba reale aveva peculiari caratteristiche che raramente si riscontravano in quelle private che avevano invece schemi molto variabili.
Quattro delle caratteristiche principali:
- orientamento NE-SO con allineamento principale alle stelle circumpolari (nord), al sorgere del sole (est), alla tomba di Osiride (sud[N 7]) e al regno dei morti (ovest[N 8]);
- luogo di culto e camera funeraria separati;
- luogo di culto esterno a oriente che poi si sviluppò nella sovrastruttura in apposita cappella;
- muro esterno a facciata di palazzo.

### Annotazioni
1. ↑  Di fatto, l’assenza di testi e la scarsità di documenti di ogni genere sul periodo dell'unificazione non consente di valutare se vi fu passaggio graduale tra la situazione precedente e quella che si venne successivamente a creare, o se tale passaggio avvenne traumaticamente come, del resto, alcuni manufatti del periodo (prima fra tutti la Tavoletta di Narmer) lascerebbero intendere; l'unificazione stessa, perciò, appare documentalmente come un episodio improvviso il cui verificarsi viene attribuito a un unico re: Meni o Menes.
2. ↑  In realtà Mennefer, da cui i Greci trarranno il nome Menphys, e quindi Menfi, era il nome della piramide di Pepi I a Saqqara.
3. ↑  Parola araba moderna che, per corrispondenza di forma, indica una panca, o una sorta di sgabello.
4. ↑  L'elemento costituito dalle pareti inclinate, che apparirà costantemente nell'architettura egizia, deriva dalla trasposizione in materiale più duraturo delle pareti in cannicci intrecciati originariamente spalmate di fango che tendeva a scivolare verso il basso causando un ispessimento della base rispetto alla parte alta della parete.
5. ↑  Walter Bryan Emery (1902-1971), egittologo britannico, sostenitore della Teoria della razza dinastica.
6. ↑  La piramide è nota come "falsa piramide": iniziata sotto Huni, venne probabilmente ultimata sotto il suo successore Snefru che la usò come nucleo di una piramide perfetta il cui rivestimento esterno, tuttavia, crollò lasciando a vista tre degli otto gradoni che la costituivano.
7. ↑  Per antica tradizione, si riteneva che il sepolcro di Osiride si trovasse ad Abido.
8. ↑  I campi della Duat, ovvero l'aldilà egizio, si trovavano, secondo le credenze, proprio sulla riva occidentale del Nilo.

### Fonti
1. 1 2  Aldred 2002, p. 41.
2. 1 2 3  Aldred 2002, p. 40.
3. ↑  Lehner 2003, pp. 78-79.
4. ↑  Cimmino 1998, p. 83.
5. ↑  Hansen 1997, pp. 77-79.
6. ↑  Cimmino 1998, p. 117.
7. ↑  Mario Tosi, Dizionario enciclopedico delle divinità dell'antico Egitto, vol. II, pp. 12-13.